# Gura Humorului
Gura Humorului (hebrejsko in jidiš גורה חומורולוי – Gur 'Humuruluei ali גורא הומאָרא – Gur' Humura, nemško in poljsko Gura Humora) je mesto v okrožju Suceava v severovzhodni Romuniji v zgodovinski regiji Bukovina. Je sedmo največje mestno naselje v okrožju z 12 729 prebivalci po popisu leta 2011. Leta 1904 je bil kraj razglašen za mesto, leta 2005 pa je postalo središče. Mesto upravlja nekdanjo vasico Voroneț (v soseščini) s samostanom.
Z odločbo vlade št. 114/2005 je bilo mesto Gura Humorului v okrožju Suceava razglašeno za »območje državnega interesa«.  Zato se je podoba mesta s pomočjo evropskega programa PHARE, vrednega 8,9 milijona evrov, korenito spremenila.

## Geografija
Mesto je v severovzhodnem delu Romunije, na jugu Bukovine na vzhodni meji pogorja Obicinele Bucovinei v kotlini Humorului ob sotočju rek Moldova in Humor. Povprečna nadmorska višina mesta je 470 metrov. Skozi naselje tečeta evropska cesta E58 in železniška proga Suceava–Vatra Dornei. Suceava, prestolnica okrožja, je oddaljena 34 km. Podnebje je borealno (Köppnova podnebna klasifikacija - Dfb) in vlažno celinsko z blagimi do hladnimi poletji s povprečno temperaturo nad 10 °C v najtoplejših mesecih ter v najhladnejših mesecih v povprečju pod –3 °C (ali 0 °C).

## Demografija
Po popisu avstrijske Bukovine iz leta 1775 je imela zgodovinska pokrajina na 10.422 kvadratnih kilometrih okoli 60.000 prebivalcev. Da bi spodbudili razvoj te redko naseljene pokrajine, je oblast subvencionirala priseljevanje kolonistov. Ob koncu prvega vala naselitve so kolonisti prihajali za lastne stroške. Zaradi tega je bilo po popisu leta 1910 očitno, da se je število prebivalcev povečalo na več kot 800.000. Priseljevali so se ljudje številnih različnih etničnih skupin, med njimi Nemci, Rusini, Madžari, Ukrajinci, Poljaki, Romuni in Judje.
Mesto je imelo največ prebivalcev leta 1992, ko je v mestu živelo skoraj 17.000 ljudi.
Po popisu leta 2011 je bilo 13.667 prebivalcev, kar je manj kot pri prejšnjem popisu leta 2002, ko je bilo 15.656 prebivalcev. [1] Večina prebivalcev je Romunov (90,17 %), manjšina Romov (1,6 %) in Nemcev (0,53 %), 0,27 % Poljakov, 0,12 % Ukrajincev, 0,10 % Madžarov in 0,07 % Rusov in Lipovcev. Za 6,72 % prebivalstva je narodnost neznana [2]. Večina je pravoslavcev (86,81 %), nekaj prebivalcev je rimskokatoliške vere (2,5 3 %) in binkoštne cerkve (2,02 %). 7,42 % prebivalstva je neopredeljena.
Gura Humorului je sedmo naseljeno mestno območje v okrožju Suceava in drugo najbolj naseljeno območje s statusom mesta (za mestom Vicovu de Susu).

## Zgodovina
Med letoma 1774 in 1918 je Gura Humorului pripadala Habsburški monarhiji. Med prvo svetovno vojno je Bukovina postala bojišče za Avstrijo, ki se je borila z rusko in romunsko vojsko. Čeprav so Ruse končno izgnali leta 1917, je poražena Avstrija  po senžermenski pogodbi (1919) provinco Bukovino prepustila  Romuniji.

## Zgodovina Judov v mestu Gura Humorului
Do leta 1835 v mestu ni bilo Judov, nastanitev so jim omogočili drugje ali so se pridružili drugim, že zastopanim etničnim skupinam (kot so Nemci iz Češke, predvsem iz Böhmerwalda: trideset družin se je naselilo na goratih in gosto gozdnatih zemljiščih v bližini mesta, ustanovili so četrt Bori). Judovska skupnost je postala uspešna leta 1869, ko je štela približno tretjino mestnega prebivalstva (880 ljudi); istega leta je bila ustanovljena beit midraš – judovska šola.
Preobrat v zgodovini mesta je bil katastrofalni požar 11. maja 1899, ki je uničil večino mesta, več kot 400 hiš, tudi mnoga judovska podjetja in domove. Mesto je bilo obnovljeno z donacijami judovskih skupnosti iz ZDA.
Judovska skupnost v mestu je še naprej rasla, leta 1927 jih je bilo 1951. V mestu so govorili jidiš, nemško in romunsko. V glavnem so bili ortodoksni Judje, mladina je poleg tore študirala tudi geografijo, zgodovino in matematiko. Skupnost je ustanovila veliko judovskih socialnih in političnih organizacij, ki so prispevale k razvoju vseh področij javnega življenja.
Preganjanje se je začelo širiti z grožnjami romunskih fašističnih gibanj, kot je bila železna garda in med drugo svetovno vojno Judov tu ni bilo več. Med diktaturo Iona Antonesca so Jude zbrali in preselili v Pridnestrje, kjer je večina umrla, množično so bili umorjeni s streljanjem in kaznovanjem (holokavst v Romuniji). Skoraj vsa judovska skupnost je bila deportirana: 10.941 ljudi je bilo iz mesta prepeljanih 10. oktobra 1941.
Velika večina preživelih se je med letoma  1947 in 1951 preselila v Izrael. Po statističnih podatkih jih je ostalo  manj kot 500.

## Galerija
- Bukovinska avenija
- Mestna hiša
- Sodišče
- Šola št. 1
- Šola št. 2
- Hotel Bukovina
- Kip ukrajinske pisateljice in feministke Olhe Kobylianske
- Rimskokatoliška cerkev
- Cerkev svetega Konstantina in Helene
- Pravoslavna cerkev
- Sinagoga
- Samostan Voroneț

## Pobratena mesta
- Marly-le-Roi, Francija[navedi vir]
- Puck, Poljska[5]
- Sulina, Romunija[6]